# Conidiogenesi
La conidiogenesi si riferisce ai meccanismi attraverso i quali vengono prodotti e/o formati i conidi. Negli anni, i micologi hanno modificato, rivisto e generato sistemi per il riconoscimento dei conidi, delle diverse strutture da cui essi originano o (ad es. cellule conidiogene, conidiofore) e del modo con cui essi si sviluppano (conidiogenesi), ma il contributo più autorevole si deve al Dr. Bryce Kendrick dell’Università di Waterloo alla fine degli anni ’70 del secolo scorso. Le caratteristiche dei conidi, importanti ai fini identificativi, comprendono il colore, la forma e la presenza (tipo e numero) di setti, ma sono soprattutto le modalità usate dai funghi conidiali nel produrre le proprie spore a essere diventate elementi importanti di classificazione. Gli anamorfi mostrano due profili di sviluppo conidiale: blastico e tallico.Nell’ontogenesi conidiale blastica, il giovane conidio è riconoscibile prima che venga tagliato fuori da un setto (un’estensione del concetto di gemmazione). Nell’ontogenesi conidiale tallica, viene formato un setto prima che la differenziazione del conidio abbia luogo. I conidi possono essere rilasciati secondo due vie: schizolitica, ovvero le metà di un doppio setto si dividono per rottura di uno strato membranoso intermedio rilasciando il conidio, e rexolitica, ovvero la parete esterna di una cellula al di sotto o tra i conidi si rompe e il conidio viene liberato.